# Alojzy Wolnik
Alojzy Wolnik (ur. 6 marca 1895 w Bieńkowicach - zm. w po 1971) – powstaniec śląski.
Pochodził z  Bieńkowic. W latach I wojny światowej służył w armii niemieckiej, gdzie dosłużył się stopnia plutonowego. Po powrocie do kraju od 1919 należał do Polskiej Organizacji Wojskowej Górnego Śląska. Podczas III powstania śląskiego dowodził 8 kompanią II baonu 4 pułku strzelców raciborskich. Awansowany na sierżanta. Po podziale Śląska, w okresie międzywojennym służył w polskiej Straży Celnej gdzie jako przodownik kierował placówką „Biały Szarlej” (1921-1928). Po rozwiązaniu tej formacji przeszedł do Straży Granicznej gdzie zorganizował a następnie kierował placówką I linii „Brzeziny” (1928), a następnie pracował w Komisariacie Straży Granicznej „Piekary Śląskie” Należał do grupy Związku Powstańców Śląskich w Rybniku . W latach 30. był referentem powiatowym Związku w Rybniku.

## Odznaczony
Medal Niepodległości (12 maja 1931)